# Hieroceryx ascalaphoides
Hieroceryx ascalaphoides är en stekelart som beskrevs av Ceballos 1923. Hieroceryx ascalaphoides ingår i släktet Hieroceryx och familjen brokparasitsteklar. Inga underarter finns listade i Catalogue of Life.